# 四分尾山
四分尾山，又名茄苳腳山，是台灣新北市汐止區白雲里、茄苳里與東山里交界處的一座山峰，標高641公尺。該山西側為康誥坑溪的源流區，北側為茄苳溪的源流區，東側為保長坑溪流經小坑的支流源流區。
四分尾山山頂設有二等三角點1060號，視野良好。